# 2321 Luznice
2321 Luznice је астероид главног астероидног појаса са пречником од приближно 17,67 .
Афел астероида је на удаљености од 3,188 астрономских јединица (АЈ) од Сунца, а перихел на 2,820 АЈ.
Ексцентрицитет орбите износи 0,061, инклинација (нагиб) орбите у односу на раван еклиптике 7,789 степени, а орбитални период износи 1902,526 дана (5,208 година).
Апсолутна магнитуда астероида је 11,50 а геометријски албедо 0,142.
Астероид је откривен 19. фебруара 1980. године.